# Mabalácat
Mabalácat es una ciudad componente en el norte de la provincia de Pampanga, Filipinas. El municipio anterior se convirtió oficialmente en una ciudad tras un referéndum el 21 de julio de 2012, y llegó a ser la tercia en Pampanga después de Ángeles y San Fernando. Según del cénso del año 2010, tiene 215,610 habitantes.

## Barangayes
Mabalácat se divide en 27 barangayes.
- Atlu-Bola
- Bical
- Bundagul
- Cacutud
- Calumpang
- Camachiles
- Dapdap
- Dau
- Dolores
- Duquit
- Lakandula
- Mabiga
- Macapagal
- Mamatitang
- Mangalit
- Marcos
- Mawaque
- Paralayunan
- Población
- San Francisco
- San Joaquín
- Santa Inés
- Santa María
- Santo Rosario
- Sapang Balen
- Sapang Biabas
- Tabun